# Mito Umeta
Mito Umeta (梅田ミト, Umeta Mito), née le 27 mars 1863 et décédée le 31 mai 1975, est une supercentenaire japonaise, une doyenne du Japon considérée comme la femme qui a vécu le plus longtemps dans la préfecture de Kumamoto.

## Biographie
Le 7 avril 1974, à la mort de la française Laurence Entiope, elle devient la première doyenne de l'humanité japonaise, alors qu'elle a plus de 111 ans. 
Elle mourut à l'Institut de médecine constitutionnelle de l'Université de Kumamoto le 31 mai 1975. À sa mort, sa compatriote Niwa Kawamoto lui succède en tant que doyenne du Japon, mais aussi de l'humanité.
Mito épouse Rinjiro Umeta en 1889, il décède seulement quinze années plus tard en 1904, elle lui survit pendant soixante et onze années. Ils avaient eu ensemble quatre enfants, mais elle finit sa vie avec seulement deux petits enfants.
Elle finit sa vie dans une résidence pour personnes âgées avec soins durant ses trois dernières années. Elle aime manger les boulettes de riz Kinako.